# 五圩镇
五圩镇，是中华人民共和国广西壮族自治区河池市金城江区下辖的一个乡镇级行政单位。

## 行政区划
五圩镇下辖以下地区：
五圩社区、三境村、龙马村、那干村、平桥村、塘降村、朝觉村、塘洲村、板銮村和拔旺村。